# Борисюк Віталій Миколайович
Борисюк Віталій Миколайович (нар. 18 липня 1963, Київ) — український актор театру і кіно, телеведучий. Кавалер Міжнародного ордена Святого Станіслава IV ступеня.

## Життєпис
Народився 18 липня 1963 року в Києві. Закінчив школу № 88.
У 1988 році закінчив Київський державний інститут театрального мистецтва імені Карпенка-Карого (майстерня Бориса Ставицького).
З 1988 року — актор Київського Національного театру російської драми імені Лесі Українки.
Знімався у фільмах і серіалах «Роксолана: Кохана дружина Халіфа», «Золоті хлопці», «Дні надії», «Геній порожнього місця», «Я тебе ніколи не забуду», «Повернення Мухтара», «Слід перевертня», «Лялька», «Випадковий запис» та інших.
Працював ведучим шоу «Хочу заміж». Створив власну продюсерську компанію. Керівник Творчого центру «Золотий тілець».

## Родина
Одружений з акторкою Ольгою Сумською. З нею виховує доньку Ганну (нар. 2 березня 2002).

## Творчий доробок

### Театральні роботи
- «Сеньйор з вищого світу» роль Антоніо (режисер Анатолій Хостікоєв)
- «Сублімація любові» (Альдо де Бенедетті) роль П'єтро

### Ролі у кіно
- 2013 «Агент» — Леньшин, вчений-мікробіолог
- 2012 «Захисниця» — Вадим Мангул («Монгол»)
- 2011 «Я тебе ніколи не забуду» — Вітя-Коза
- 2011 «Картина крейдою» — Микола Павлович Петренко, юрист «Трансінвест»
- 2009 «Випадковий запис» — Сергій Петрович Мороз
- 2009 «Акула» — Калатай
- 2008 «Геній порожнього місця» — Дмитро Пілюгін[4]
- 2007 «Дні надії» — чоловік Наді
- 2006 «Повернення Мухтара-3» — Станіслав
- 2005 «Золоті хлопці» — Борис Разживін, майор міліції
- 2005 «Повернення Мухтара-2», Валерій, брат Олени Бруснікіна
- 2003 «Роксолана 3. Володарка імперії» — Алан Бей
- 2002 «Лялька» — Євдокимов на прізвисько «Монгол»
- 2002 «Ледарі» — Віктор
- 2001 «Слід перевертня» — Артур Конокрадов
- 1997 «Роксолана 2. Кохана дружина Халіфа» — Алан-бей
- 1997 «Роксолана 1. Настуня» — Саті-паша
- 1996 «Операція „Контракт“»
- 1995 «Репортаж» — епізод
- 1994 «Тигролови» — Грицько, брат Наталки
- 1992 «Людина з команди „Альфа“» — епізод
- 1992 «Стамбульський транзит» — Толя Міщенко
- 1986 «Дім батька твого» — Павлик, молодший син Платона